# Гагевейде
Га́гевейде, также мыза А́о (нем. Hackeweid, эст. Ao mõis) — рыцарская мыза в Ярвамаа (ныне уезд Ляэне-Вирумаа) в Эстонии. Согласно историческому административному делению, относилась к приходу Коэру. В годы Российской империи находилась на территории Эстляндской губернии и относилась к приходу Святой Мариен-Магдаленен. Располагалась в 3 километрах к западу от посёлка Ракке, на левом берегу реки Пылтсамаа, к югу от дороги Капу—Ракке—Паасвере.

## История

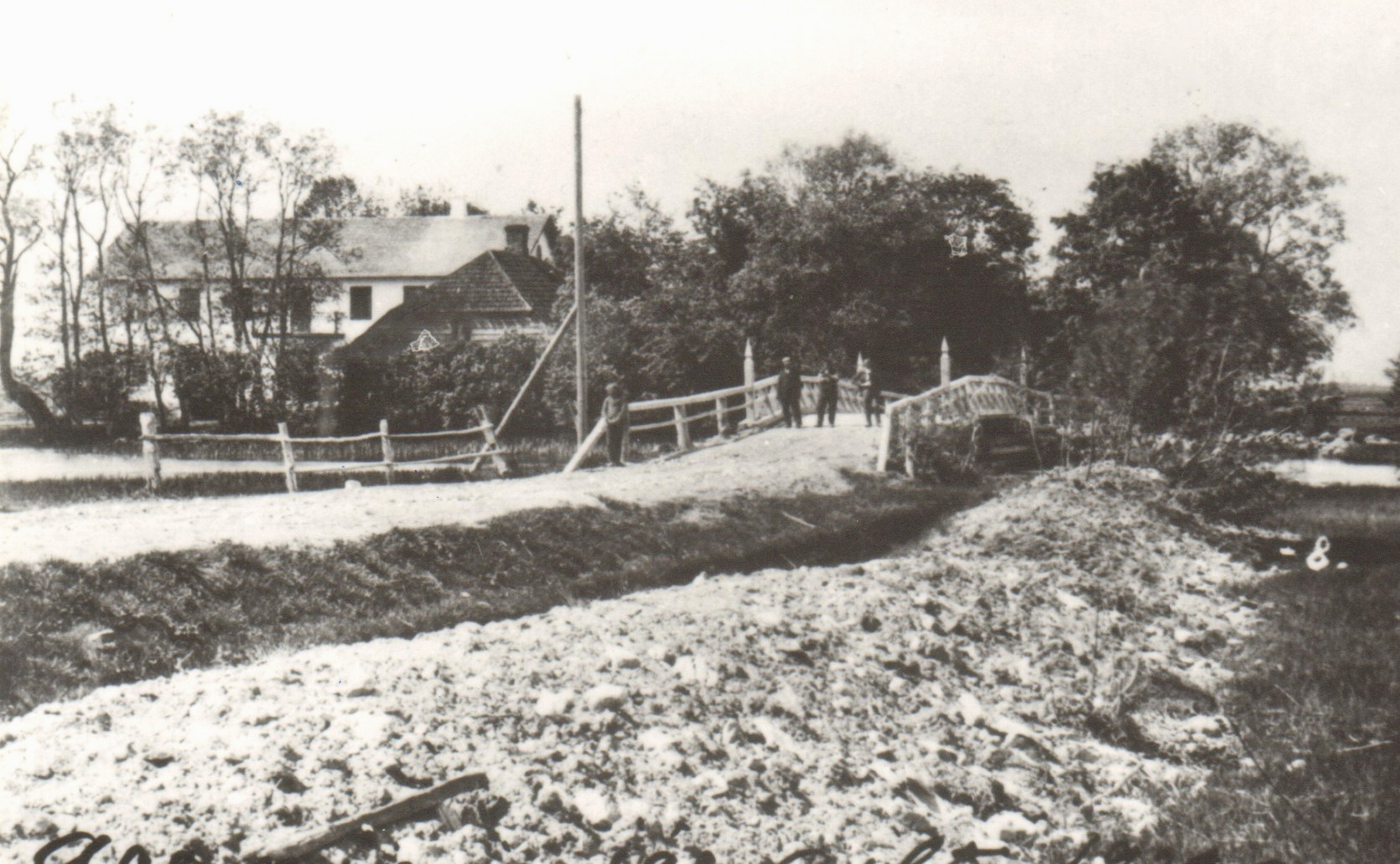
Мыза Гагевейде (Ао) в 1929 году

Впервые упоминается в 1559 году (нем. Hackeweid). Была основана рядом с деревней, первое упоминание о которой относится к 1536 году (Hackeueyde, ныне деревня Ао). 
Первоначально принадлежала дворянскому семейству Таубе. В 1654 году мызу купил Генрих фон Шульман (Heinrich von Schulmann), в 1794 году её владельцем стал Карл Аугуст фон Берг (Carl August von Berg), в 1845 году её купил владелец рыцарской мызы Лёвенвольде (Лийгвалла, нем. Löwenwolde, эст. Liigvalla mõis) гакенрихтер Херманн фон Бенкендорф, и она стала побочной мызой, к 1897 году была продана как хутор Hageveid. Во владении Бенкендорфов земли мызы находились до земельной реформы 1919 года. 
К настоящему времени здания мызы разрушены. С большой вероятностью барочный деревянный дом управляющего мызы Варранг (Варангу, нем. Warrang, эст. Varangu mõis) собран из брёвен разобранного господского особняка ликвидированной к концу XIX века мызы Гагевейде.
В бывшем мызном парке растут лиственницы, клёны, липы, дубы, кедры и сирень.
На мызе родился эстонский писатель и врач Фридрих Роберт Фельман (1798—1850).